# 禿克

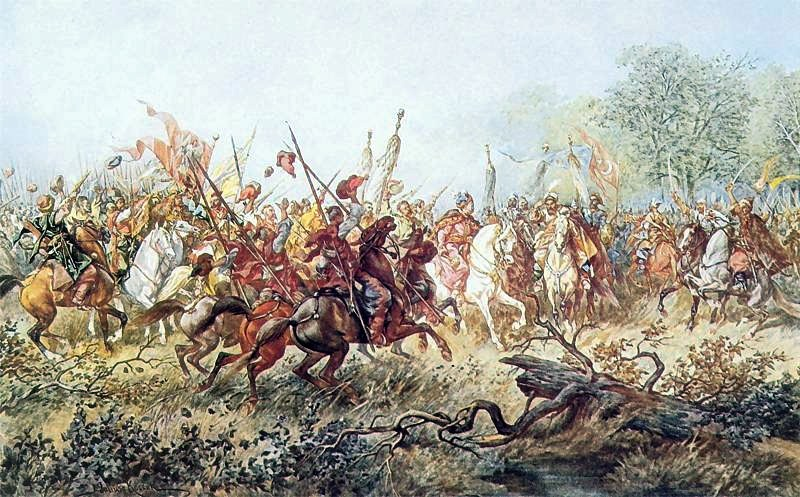
赫梅利尼茨基起义时哥萨克军队举着秃克

禿克（蒙古語：туг，土耳其語：tuğ，鄂圖曼土耳其語：طوغ），又稱纛，是一種中亞游牧民族用馬尾和牦牛尾裝飾的旗幟。
這種旗幟在突厥和蒙古人中是權威象徵，最有名的是成吉思汗的九斿白纛。
在鄂圖曼帝國初期，埃米爾使用兩條馬尾组成的禿克，其他所有官員和貝伊的禿克只有一條馬尾。
後來鄂圖曼蘇丹的御用禿克有7條馬尾，地位最高，大維齊爾5條，地方總督3條，貝伊和指揮官1條。